# 10 км (зупинний пункт, Донецька залізниця, Ясинуватський район)
10 кілометр — пасажирський залізничний зупинний пункт Лиманської дирекції Донецької залізниці на лінії Очеретине — Горлівка.
Розташований неподалік від с. Красногорівка, Покровський район, Донецької області, між станціями Очеретине (9 км) та Новобахмутівка (12 км).
Через бойові дії рух приміських та пасажирських поїздів на даній ділянці припинено.